# Corynoptera filisetosa
Corynoptera filisetosa är en tvåvingeart som beskrevs av Werner Mohrig 1999. Corynoptera filisetosa ingår i släktet Corynoptera och familjen sorgmyggor. Inga underarter finns listade i Catalogue of Life.